# Netrocerocora oblongula
Netrocerocora oblongula là một loài bướm đêm trong họ Noctuidae.